# Hydrocodon
Hydrocodon of dihydrocodeinon (C18H21NO3) is een halfsynthetisch opioïde afgeleid van twee niet-synthetische opiaten, codeïne en thebaïne. Hydrocodon is een verdovend middel, pijnstiller en hoestonderdrukker dat oraal kan worden ingenomen. Hydrocodon wordt vaak in combinatie met paracetamol of ibuprofen toegepast.
Hydrocodon is een isomeer van codeïne. In codeïne bevat de onderste zesring een dubbele binding en is de ketogroep een hydroxylgroep.
Vicodin is de merknaam van een geneesmiddel dat hydrocodon en paracetamol bevat en wordt gebruikt als sterke pijnstiller en als anti-hoestmiddel. Codeïne valt in Nederland deels onder de Opiumwet. Dit geneesmiddel is in Nederland niet geregistreerd. Biocodine is in België niet langer verkrijgbaar als specialiteit maar kan nog worden voorgeschreven als magistrale bereiding.